# Mazda 767B
Chronologie des modèles
Mazda 767 Mazda 787
La Mazda 767B, homologuée pour courir dans la catégorie Groupe C de la fédération internationale du sport automobile (FISA) ainsi que la catégorie IMSA GTP de l'International Motor Sports Association (IMSA). Elle est construite et développée par Mazda et sa filiale Mazdaspeed pour participer au championnat du monde des voitures de sport, au Championnat IMSA GT ainsi qu'au championnat du Japon de sport-prototypes. Trois exemplaires ont été construits.

## Pilotes
- Taku Akaike
- Pierre Dieudonné
- Elliot Forbes-Robinson
- Syuuji Fujii
- Chris Hodgetts
- Yoshimi Katayama
- David Kennedy
- Kaoru Iida
- Hervé Regout
- Maurizio Sandro Sala
- Masatomo Shimizu
- Tetsuji Shiratori
- Seisaku Suzuki
- Yoshiyasu Tachi
- Yōjirō Terada
- Takashi Yorino

## Écuries
- Mazdaspeed
- Navi Connection Racing Team
- Pleasure Racing